# Félix Mantilla
Félix Mantilla Botella (Barcelona, 23 september  1974) is een voormalig proftennisser uit Spanje. Mantilla won in zijn carrière tien ATP-toernooien in het enkelspel, alle op gravel. In 1998 haalde hij de halve finale op Roland Garros. Hierin was zijn landgenoot en latere winnaar Carlos Moyá te sterk. Zijn grootste toernooizege was de eindwinst op het ATP-toernooi van Rome in 2003, waar hij in de finale in straight sets te sterk was voor de Zwitser Roger Federer. Het zou meteen zijn laatste aansprekende resultaat zijn. 

## Palmares

#### Enkelspel
| Legenda                       | Legenda               |
| ----------------------------- | --------------------- |
| Grand Slam                    |                       |
| Olympische Spelen             |                       |
| tot 2009                      | vanaf 2009            |
| Tennis Masters Cup            | ATP Finals            |
| ATP Masters Series            | ATP Tour Masters 1000 |
| ATP International Series Gold | ATP Tour 500          |
| ATP International Series      | ATP Tour 250          |

| Nr.              | Datum             | Toernooi         | Ondergrond | Tegenstander in finale | Score                 |         |
| ---------------- | ----------------- | ---------------- | ---------- | ---------------------- | --------------------- | ------- |
| gewonnen finales |                   |                  |            |                        |                       |         |
| 1.               | 10 juni 1996      | ATP Porto        | Gravel     | Hernán Gumy            | 6-7(5), 6-4, 6-3      | details |
| 2.               | 9 juni 1997       | ATP Bologna      | Gravel     | Gustavo Kuerten        | 4-6, 6-2, 6-1         | details |
| 3.               | 7 juli 1997       | ATP Gstaad       | Gravel     | Juan Albert Viloca     | 6-1, 6-4, 6-4         | details |
| 4.               | 21 juli 1997      | ATP Umag         | Gravel     | Sergi Bruguera         | 6-3, 7-5              | details |
| 5.               | 4 augustus 1997   | ATP San Marino   | Gravel     | Magnus Gustafsson      | 6-4, 6-1              | details |
| 6.               | 8 september 1997  | ATP Bournemouth  | Gravel     | Carlos Moyá            | 6-2, 6-2              | details |
| 7.               | 14 september 1998 | ATP Bournemouth  | Gravel     | Albert Costa           | 6-3, 7-5              | details |
| 8.               | 12 april 1999     | ATP Barcelona    | Gravel     | Karim Alami            | 7-6(2), 6-3, 6-3      | details |
| 9.               | 24 september 2001 | ATP Palermo      | Gravel     | David Nalbandian       | 7-6(2), 6-4           | details |
| 10.              | 5 mei 2003        | ATP Rome         | Gravel     | Roger Federer          | 7-5, 6-2, 7-6(8)      | details |
| verloren finales |                   |                  |            |                        |                       |         |
| 1.               | 13 november 1995  | ATP Buenos Aires | Gravel     | Carlos Moyá            | 6-0, 6-3              | details |
| 2.               | 26 mei 1996       | ATP Sankt Pölten | Gravel     | Marcelo Ríos           | 6-2 6-4               | details |
| 3.               | 14 juli 1996      | ATP Gstaad       | Gravel     | Albert Costa           | 4-6, 7-6(2), 6-1, 6-0 | details |
| 4.               | 11 augustus 1996  | ATP San Marino   | Gravel     | Albert Costa           | 7-6(7), 6-3           | details |
| 5.               | 18 augustus 1996  | ATP Umag         | Gravel     | Carlos Moyá            | 6-0, 7-6              | details |
| 6.               | 12 mei 1997       | ATP Hamburg      | Gravel     | Andrei Medvedev        | 6-0, 6-4, 6-2         | details |
| 7.               | 15 februari 1998  | ATP Dubai        | Hardcourt  | Àlex Corretja          | 7-6(0), 6-1           | details |
| 8.               | 30 augustus 1998  | ATP Long Island  | Hardcourt  | Patrick Rafter         | 7-6(3), 6-2           | details |
| 9.               | 15 April 2001     | ATP Estoril      | Gravel     | Juan Carlos Ferrero    | 7-6(3), 4-6, 6-3      | details |
| 10.              | 6 januari 2002    | ATP Doha         | Hardcourt  | Younes El Aynaoui      | 4-6, 6-2, 6-2         | details |
| 11.              | 18 Augustus 2002  | ATP Indianapolis | Hardcourt  | Greg Rusedski          | 6-7, 6-4, 6-4         | details |

## Resultaten grandslamtoernooien
| Legenda | Legenda                          |
| ------- | -------------------------------- |
| g.t.    | geen toernooi gehouden           |
| l.c.    | lagere categorie                 |
| –       | niet deelgenomen                 |
| G       | uitgeschakeld in de groepsfase   |
| 1R      | uitgeschakeld in de eerste ronde |
| 2R      | uitgeschakeld in de tweede ronde |
| 3R      | uitgeschakeld in de derde ronde  |
| 4R      | uitgeschakeld in de vierde ronde |
| KF      | uitgeschakeld in de kwartfinale  |
| HF      | uitgeschakeld in de halve finale |
| F       | de finale verloren               |
| W       | het toernooi gewonnen            |
| w-v     | winst/verlies-balans             |

### Enkelspel
| Toernooi        | 1996 | 1997 | 1998 | 1999 | 2000 | 2001 | 2002 | 2003 | 2004 | 2005 |
| --------------- | ---- | ---- | ---- | ---- | ---- | ---- | ---- | ---- | ---- | ---- |
| Australian Open | –    | 1R   | 1R   | 1R   | 1R   | 1R   | 1R   | 4R   | 1R   | 1R   |
| Roland Garros   | 3R   | 2R   | HF   | 4R   | 1R   | 1R   | –    | 4R   | 2R   | 3R   |
| Wimbledon       | 1R   | –    | 3R   | 2R   | 1R   | 2R   | –    | 1R   | 2R   | 1R   |
| US Open         | 2R   | 4R   | 2R   | 1R   | –    | 2R   | 1R   | 1R   | –    | 1R   |